# Massimo Raffaello Scala
Massimo Raffaello Scala (Milazzo, 11 febbraio 1933 – Codroipo, 3 maggio 1961) è stato un militare italiano, capitano dell'Aeronautica Militare, famoso per essere stato uno dei migliori piloti acrobatici italiani nonché capoformazione della pattuglia acrobatica di riserva Cavallino Rampante del 1960, ovvero il nucleo originatore delle odierne Frecce Tricolori.
Massimo Raffaello Scala fu anche designato dal 1º marzo 1961 il quale primo capoformazione in volo delle Frecce Tricolori con sede presso l'Aerobase Rivolto (Udine).

## Biografia

La pattuglia acrobatica del Cavallino Rampante in volo. Primo dall'alto, Massimo Scala

Nato a Milazzo da Salvatore e Josa Scala, visse nel Palazzo Proto della cittadina siciliana.
Nel 1952 fu ammesso a frequentare l'Accademia Aeronautica di Nisida come allievo ufficiale del corso Marte II, e nel 1956, ottenuto il brevetto di pilota militare, fu assegnato alla 4ª aerobrigata, 9º Gruppo Caccia "Cavallino Rampante", basato a Pratica di Mare e montato su Canadair Sabre.
Negli anni del dopoguerra non era ancora presente una Pattuglia Acrobatica Nazionale, ma il compito di rappresentare l'Italia alle diverse manifestazioni nazionali ed internazionali veniva affidata a rotazione ad un'Aerobrigata da caccia. In particolare, nel 1959 la pattuglia titolare era quella dei Lancieri Neri, nel 1960 quella dei Getti Tonanti della 5ª Aerobrigata, mentre per il 1961 era il compito sarebbe passato alla 4ª Aerobrigata.
In quanto pilota del 9º gruppo "Cavallino Rampante", Scala divenne capoformazione della pattuglia acrobatica in sostituzione del tenente Giorgio Santucci del 10º Gruppo, il quale passò al Reparto Sperimentale di Volo.
Dato che risultava impossibile continuare a gestire tre formazioni a rotazione per i compiti di rappresentanza, fu deciso di affidarli alla 4ª Aerobrigata, nominandola momentaneamente Unità Speciale. Il 1º marzo 1961, il capitano Scala comandò il trasferimento della formazione sulla base di Rivolto, portando con sé i piloti ten. Carlo Sabbatini e Silvano Imparato (gregari sinistri), Bruno Vianello e ten. Franco Panario (gregari destri) e ten. Antonio Ferri, fanalino.
Al comando del capitano Scala, la Pattuglia Acrobatica Nazionale si esibì per la prima volta il 1º maggio 1961 sull'aeroporto di Trento. I Sabre fecero in quella occasione la loro prima uscita con la livrea blu ed il tricolore sotto le ali che ne avrebbe caratterizzato l'aspetto da allora in poi. Sempre in quell'occasione, gli aerei presentarono sulla fusoliera il disegno di una freccia, cosa che avrebbe determinato la denominazione Frecce Tricolori.
Il clima di euforia dovuto al successo della manifestazione era tuttavia destinato ad essere tragicamente spezzato. Solo due giorni dopo - il 3 Maggio 1961 -, infatti, durante un'esercitazione sulla Aerobase di Rivolto, l'aereo del capitano Scala fu coinvolto in un fatale incidente, investito dal velivolo pilotato dal Tenente Gianni Pinato. Nell'incidente il capitano Scala perse la vita precipitando insieme al proprio velivolo, mentre il tenente Pinato riuscì ad eiettarsi.
Fu solo grazie all'opera del generale Aldo Remondino, prossimo capo di Stato Maggiore dell'Aeronautica, che la Pattuglia Acrobatica poté continuare a volare. Il 1º luglio 1961, sulla base di Rivolto fu costituito il 313º Gruppo Addestramento Acrobatico. La formazione del capitano Scala lasciò un segno indelebile nella storia delle Frecce Tricolori. L'appellativo radio "Pony", tuttora usato per identificare i velivoli della PAN, era quello della 4ª Aerobrigata, che portava in coda il simbolo del cavallino rampante.
Al capitano Scala è dedicata una via della natìa Milazzo.
Al Capitano Massimo Raffaello Scala è stata conferita con D.P.R. 26 aprile 1964, Medaglia d'Argento al Valore Aeronautico "alla memoria" con la seguente motivazione:
"Giovane ed entusiasta Pilota da caccia, già distintosi quale Comandante di Squadriglia di velivoli a getto, veniva assegnato, per le sue spiccate doti professionali, alla Pattuglia Acrobatica Nazionale Frecce Tricolori, in qualità di capo Pattuglia. Dedicatosi con passione all'addestramento proprio e dei gregari, studiava e provava nuove figure acrobatiche al fine di affinare ulteriormente le prestigiose capacità del Reparto a lui affidato. Durante l'esecuzione di un volo particolarmente impegnativo, a causa di un fatale incidente, immolava la sua giovane vita di Pilota esperto e capace. Rivolto, 3 Maggio 1961"

## Galleria d'immagini

Massimo Raffaello Scala (in piedi al centro) con i compagni di formazione
Massimo Raffaello Scala (in piedi al centro) con i compagni di formazione vicino ad un F-86 Sabre del Cavallino Rampante
Massimo Raffaello Scala (in piedi al centro) con i compagni di formazione vicino ad un F-86 Sabre del Cavallino Rampante
Massimo Raffaello Scala (accosciato al centro) con i compagni di formazione davanti ad un F-86 Sabre
Gli F-86 Sabre delle Frecce Tricolori con la prima livrea blu e l'insegna con la freccia